# Idiops
Idiops (лат.) — род мигаломорфных пауков из семейства Idiopidae.

## Распространение
Южная Америка (24 вида), Африка, южная Азия (Индия, Мьянма, Таиланд), Ближний Восток (Израиль, Йемен, Сирия).

## Описание
Пауки малого и среднего размера, общая длина которых колеблется от 5 до 20 мм. Основной цвет коричневый с вариациями от желтовато-коричневого до почти полностью чёрного. Виды Idiops отличаются от всех других Idiopinae строением хелицер и наличием тазиков без шипов. Хелицеры с продольным рядом крупных зубцов и ретролатеральным рядом меньших зубцов, ретролатеральные зубцы занимают базальную треть хелицер, расположены в ряд или беспорядочно. Ноги с тремя коготками на лапках, парными когтями с зубцами и третьим когтем гладким. Стернум с двумя передними парами мелких краевых сигилл. Брюшко овальной формы, без орнаментов и пятен. Как и у всех родов этого семейства, передние боковые глаза (ALE) расположены рядом с кромкой клипеального края, далеко перед оставшимися шестью глазами, которые расположены плотной группой.
Самки живут в трубчатых норах, выстланных толстым слоем белого шёлка. Обычно они имеют D-образную крышку, которая вставлена во вход, как пробка, а в некоторых норках есть два входа. Эта откидная крышка (operculum) функционирует как люк. Крышка может состоять из ила, мха или лишайника, которые снизу ограничены толстым слоем шёлка.
Норки пауков можно найти в оврагах и на земле. Крышки обычно замаскированы мхом, песчинками и глиной, небольшими листьями и кусочками сухой травы. Эти норки обеспечивают подходящий микроклимат, который защищает пауков от хищников, паразитов и микробных инфекций, и действуют как эффективные расширения для засады на добычу. Пауки Idiops обитают в различных средах обитания, от засушливых с рассеянной растительностью и более твердыми почвами до более влажных с густой растительностью и более мягкими почвами. Некоторые виды иногда можно встретить в термитниках или в почве, отложенной у основания деревьев, внутри коры деревьев и гнилых стволов. Наконец, некоторые виды можно найти в деградированных средах, часто вблизи жилых домов и сельскохозяйственных угодий. В Бразилии образцы Idiops были обнаружены во фрагментах городской растительности, расположенных даже в крупных городах, таких как Сан-Паулу (I. camelus), Рио-де-Жанейро (I. germaini) и Бразилиа (I. pirassununguensis).
Самки и молодые особи проводят большую часть своей жизни в норах, покидая их только во время поимки добычи и удаления непереваренных частей. Достигнув зрелости, самцы покидают свои норы и блуждают в поисках самок для совокупления. Хотя это встречается реже, но можно найти самцов, живущих в отдельных норах. Часто можно найти несколько близлежащих нор с пауками, часто принадлежащими к одной и той же популяции, при этом плотность достигает 20 особей на м² для I. bombayensis. Ночью пауки располагаются рядом с отверстием со слегка приоткрытым люком и ждут, когда жертва подойдёт ближе, и заметив, ловит и тащит внутрь. Если его потревожить, паук плотно закрывает крышку, удерживая люк передними лапами, и в крайнем случае направляется на дно норы. Если в норе есть яйцевой кокон, самка становится на него сверху, чтобы лучше защитить его содержимое. Яицевой кокон обычно имеет овальную форму и может содержать до 250 яиц, удерживаемых вместе толстой шелковой подкладкой. В случае неблагоприятных экологических явлений эти пауки могут покинуть свои норы, мигрировать в очевидно более стабильную среду обитания и построить новые норы.
Самцы мельче по размерам. Вырубка лесов и методы ведения сельского хозяйства, которые разрыхляют почву и усиливают эрозию, помимо удаления почвы для производства кирпича, были отмечены как серьезная угроза для некоторых индийских видов.

## Классификация
Около 100 видов. Род был впервые описан в 1833 году немецким натуралистом Максимилианом Перти (1804—1884). Это типовой род пауков семейства Idiopidae. Idiops — также наиболее богатый видами род этого семейства, и он встречается в широко разделенных местах в Неотропиках, Афротропике, Ориентальной области и на Ближнем Востоке.
- Idiops angusticeps (Pocock, 1899)
- Idiops argus Simon, 1889
- Idiops arnoldi Hewitt, 1914
- Idiops aussereri Simon, 1876
- Idiops barkudensis (Gravely, 1921)
- Idiops bersebaensis Strand, 1917
- Idiops biharicus Gravely, 1915
- Idiops bombayensis Siliwal, Molur & Biswas, 2005
- Idiops bonapartei Hasselt, 1888
- Idiops briodae (Schenkel, 1937)
- Idiops cambridgei Ausserer, 1875
- Idiops camelus (Mello-Leitão, 1937)
- Idiops castaneus Hewitt, 1913
- Idiops clarus (Mello-Leitão, 1946)
- Idiops constructor (Pocock, 1900)
- Idiops crassus Simon, 1884
- Idiops crudeni (Hewitt, 1914)
- Idiops curvicalcar Roewer, 1953
- Idiops curvipes (Thorell, 1899)
- Idiops damarensis Hewitt, 1934
- Idiops designatus O. P.-Cambridge, 1885
- Idiops duocordibus Fonseca-Ferreira, et al., 2021
- Idiops fageli Roewer, 1953
- Idiops flaveolus (Pocock, 1901)
- Idiops fortis (Pocock, 1900)
- Idiops fossor (Pocock, 1900)
- Idiops fryi (Purcell, 1903)
- Idiops fulvipes Simon, 1889
- Idiops fuscus Perty, 1833
- Idiops garoensis (Tikader, 1977)
- Idiops gerhardti Hewitt, 1913
- Idiops germaini Simon, 1892
- Idiops gracilipes (Hewitt, 1919)
- Idiops grandis (Hewitt, 1915)
- Idiops gunningi Hewitt, 1913
  - Idiops gunningi elongatus Hewitt, 1915
- Idiops guri Fonseca-Ferreira, et al., 2021
- Idiops hamiltoni (Pocock, 1902)
- Idiops harti (Pocock, 1893)
- Idiops hepburni (Hewitt, 1919)
- Idiops hirsutipedis Mello-Leitão, 1941[12]
- Idiops hirsutus (Hewitt, 1919)
- Idiops joida  Gupta, Das & Siliwal, 2013
- Idiops kanonganus Roewer, 1953
- Idiops kaperonis Roewer, 1953
- Idiops kazibius Roewer, 1953
- Idiops kentanicus (Purcell, 1903)
- Idiops lacustris (Pocock, 1897)
- Idiops lusingius Roewer, 1953
- Idiops madrasensis (Tikader, 1977)
- Idiops mafae Lawrence, 1927
- Idiops meadei O. P.-Cambridge, 1870
- Idiops melloleitaoi (Caporiacco, 1949)
- Idiops mettupalayam  Ganeshkumar & Siliwal, 2013
- Idiops microps (Hewitt, 1913)
- Idiops minguito Ferretti, 2017[12]
- Idiops mocambo Fonseca-Ferreira, et al., 2021
- Idiops monticola (Hewitt, 1916)
- Idiops monticoloides (Hewitt, 1919)
- Idiops mossambicus (Hewitt, 1919)
- Idiops munois Roewer, 1953
- Idiops neglectus L. Koch, 1875
- Idiops nigropilosus (Hewitt, 1919)
- Idiops ochreolus (Pocock, 1902)
- Idiops opifex (Simon, 1889)
- Idiops oriya  Siliwal, 2013
- Idiops palapyi Tucker, 1917
- Idiops pallidipes Purcell, 1908
- Idiops parvus Hewitt, 1915
- Idiops petiti (Guérin, 1838)
- Idiops piluso Ferretti, Nime & Mattoni, 2017[12]
- Idiops pirassununguensis Fukami & Lucas, 2005[13]
- Idiops prescotti Schenkel, 1937
- Idiops pretoriae (Pocock, 1898)
- Idiops pulcher Hewitt, 1914
- Idiops pulloides Hewitt, 1919
- Idiops pullus Tucker, 1917
- Idiops pungwensis Purcell, 1904
- Idiops pylorus Schwendinger, 1991
- Idiops rastratus (O. P.-Cambridge, 1889)
- Idiops robustus (Pocock, 1898)
- Idiops rohdei Karsch, 1886
- Idiops royi Roewer, 1961
- Idiops santaremius (F. O. P.-Cambridge, 1896)
- Idiops schenkeli Lessert, 1938
- Idiops schreineri (Hewitt, 1916)
- Idiops sertania Fonseca-Ferreira, et al., 2021
- Idiops siolii (Bücherl, 1953)
- Idiops straeleni Roewer, 1953
- Idiops striatipes Purcell, 1908
- Idiops sylvestris (Hewitt, 1925)
- Idiops syriacus O. P.-Cambridge, 1870
- Idiops thorelli O. P.-Cambridge, 1870
- Idiops tolengo Ferretti, 2017[12]
- Idiops upembensis Roewer, 1953
- Idiops vandami (Hewitt, 1925)
- Idiops versicolor (Purcell, 1903)
- Idiops wittei Roewer, 1953
- Idiops yemenensis Simon, 1890